# Список транспортных сооружений через Которосль
В настоящий список включено 18 транспортных сооружений (мостов), построенных через р. Которосль в Ярославской области. Мосты перечислены по порядку с устья до истока реки.
| №   | Название                                             | Тип перехода              | Длина   | Ширина                                      | Расположение                                            | Координаты                      | Примечание | Изображение |
| --- | ---------------------------------------------------- | ------------------------- | ------- | ------------------------------------------- | ------------------------------------------------------- | ------------------------------- | --- | ----------- |
| 1.  | Мост у д. Пурлево (Гаврилов-Ямский район)            | Автомобильный             |         | Двухполосный                                | Дорога Пурлево-Кузовково                                | 57°08′17″ с. ш. 39°44′32″ в. д. | |             |
| 2.  | Гаврилов-Ямский железнодорожный мост                 | Железнодорожный           |         | Однопутный                                  | Гаврилов-Ям                                             | 57°18′25″ с. ш. 39°50′16″ в. д. | Ответвление к станции Гаврилов-Ям от станции Семибратово. Малодеятельная железнодорожная ветка, на которой осуществляется только очень редкое грузовое движение. Пассажирское движение прекращено в 2003 г. |             |
| 3.  | Мост на проспекте Машиностроителей                   | Автомобильный             |         | Двухполосный                                | Гаврилов-Ям Р79                                         | 57°18′34″ с. ш. 39°50′54″ в. д. | Построен в 1956 г., капитально отремонтирован в 2007 г. |             |
| 4.  | Мост на окружной дороге вокруг Гаврилов-Яма          | Автомобильный             |         | Двухполосный                                | Гаврилов-Ям                                             | 57°19′13″ с. ш. 39°52′09″ в. д. | |             |
| 5.  | Пешеходный висячий мост                              | Пешеходный                |         |                                             | Между посёлками Заря и Гагарино Гаврилов-Ямского района | 57°19′21″ с. ш. 39°52′38″ в. д. | |             |
| 6.  | Мост на федеральной автодороге М-8 «Холмогоры»       | Автомобильный             | 100 м   | Четырехполосный, сдвоенный                  | М-8 «Холмогоры»E 115М8                                  | 57°28′00″ с. ш. 39°45′06″ в. д. | Капитально отремонтирован в 2017 г. |             |
| 7.  | Мост возле д. Кормилицыно Ярославского района        | Автомобильный             |         | Двухполосный                                | Кормилицыно                                             | 57°28′44″ с. ш. 39°43′55″ в. д. | |             |
| 8.  | Пешеходный вантовый мост                             | Пешеходный                |         |                                             |                                                         | 57°29′39″ с. ш. 39°44′31″ в. д. | |             |
| 9.  | Железнодорожный мост                                 | Железнодорожный           | 53 м    | Двухпутный                                  |                                                         | 57°30′45″ с. ш. 39°42′00″ в. д. | К северу от платформы Река, участок Ярославль-Александров Северной железной дороги |             |
| 10. | Мост на Юго-западной окружной дороге г. Ярославля    | Автомобильный             | 132 м   | Двухполосный                                | Возле д. Зверинцы Ярославского района                   | 57°37′45″ с. ш. 39°45′25″ в. д. | Построен в 1977—1978 гг. |             |
| 11. | Железнодорожный мост Большой мануфактуры («Бетошка») | Железнодорожный           |         | Однопутный                                  | Ярославль, между Вспольем и пос. Починки                | 57°37′05″ с. ш. 39°49′43″ в. д. | Построен в конце XIX-начале XX веков. На ответвлении от станции Всполье до Ярославской Большой мануфактуры. Не используется.                                                                                |             |
| 12. | Трубопроводный мост                                  | Трубопроводный            |         |                                             | Ярославль, возле Комсомольской площади                  | 57°36′36″ с. ш. 39°50′13″ в. д. | Через мост переброшен трубопровод от ТЭЦ-2, принадлежащий ТГК-2. |             |
| 13. | Комсомольский мост                                   | Автомобильный             |         | Двухполосный                                | Ярославль, между Вспольем и Комсомольской площадью      | 57°36′36″ с. ш. 39°50′15″ в. д. | Мост, построенный в 1962 г., к середине 2010-х пришел в аварийное состояние и был разобран в ноябре 2017 г. Реконструированный мост был открыт 30 июня 2018 г.                                              |             |
| 14. | Ярославский железнодорожный мост                     | Железнодорожный           |         | Двухпутный (сдвоенный), электрифицированный | Ярославль, возле Всполья                                | 57°36′45″ с. ш. 39°50′55″ в. д. | Построен в 1890-х. Фермы моста были заменены в 1999 г. |             |
| 15. | Толбухинский мост                                    | Автомобильный             |         | Шестиполосный                               | Ярославль, проспект Толбухина                           | 57°36′45″ с. ш. 39°51′35″ в. д. | Построен в 1975 г., реконструирован в 2008 г. |             |
| 16. | «Косой мост»                                         | Автомобильный             | 211,1 м | Четырехполосный (57+84+57 м)                | Ярославль, Которосльная набережная                      | 57°37′09″ с. ш. 39°52′56″ в. д. | Мост построен в 2009—2010 гг. при реконструкции Московского проспекта и Которосльной набережной в рамках подготовки к празднованию 1000-летия Ярославля                                                     |             |
| 17. | Американский мост                                    | Автомобильный             |         | Четырехполосный                             | Ярославль, Московский проспект                          | 57°37′12″ с. ш. 39°53′11″ в. д. | Построен в 1961—1962 г. на месте старого моста, реконструирован в 2009—2010 гг. |             |
| 18. | Мост на Даманский остров                             | Пешеходный, автомобильный | 161,7 м | Однополосный                                | Ярославль, улица Подзеленье                             | 57°37′14″ с. ш. 39°53′52″ в. д. | Построен в 1999 г. на месте старого моста. |             |